# La Lune d'Omaha (téléfilm)
La Lune d'Omaha est un téléfilm français réalisé par Jean Marbœuf, diffusé dans le cadre de la série télévisée Série noire le 26 octobre 1985 sur TF1.

## Fiche technique
- Titre : La Lune d'Omaha
- Réalisation : Jean Marbœuf, assisté de Jacques Cluzaud
- Scénario : Jean Amila d'après son roman éponyme, Jean Bany, Jean Marbœuf, Pierre Fabre
- Musique : Sylvain Kassap
- Genre : Thriller
- Durée : 90 minutes
- Date de diffusion : 26 octobre 1985

## Distribution
- Jean-Pierre Cassel : Georges Hutchins-Delouis
- Dominique Labourier : Jeanine Delouis
- Mort Shuman : Sergent Reilly
- Olivia Brunaux : Claudine Reilly
- Jacques Canselier : Fernand Delouis
- Jacques Chailleux : Tronelle
- Étienne Dirand : Claudius